# Park Casier

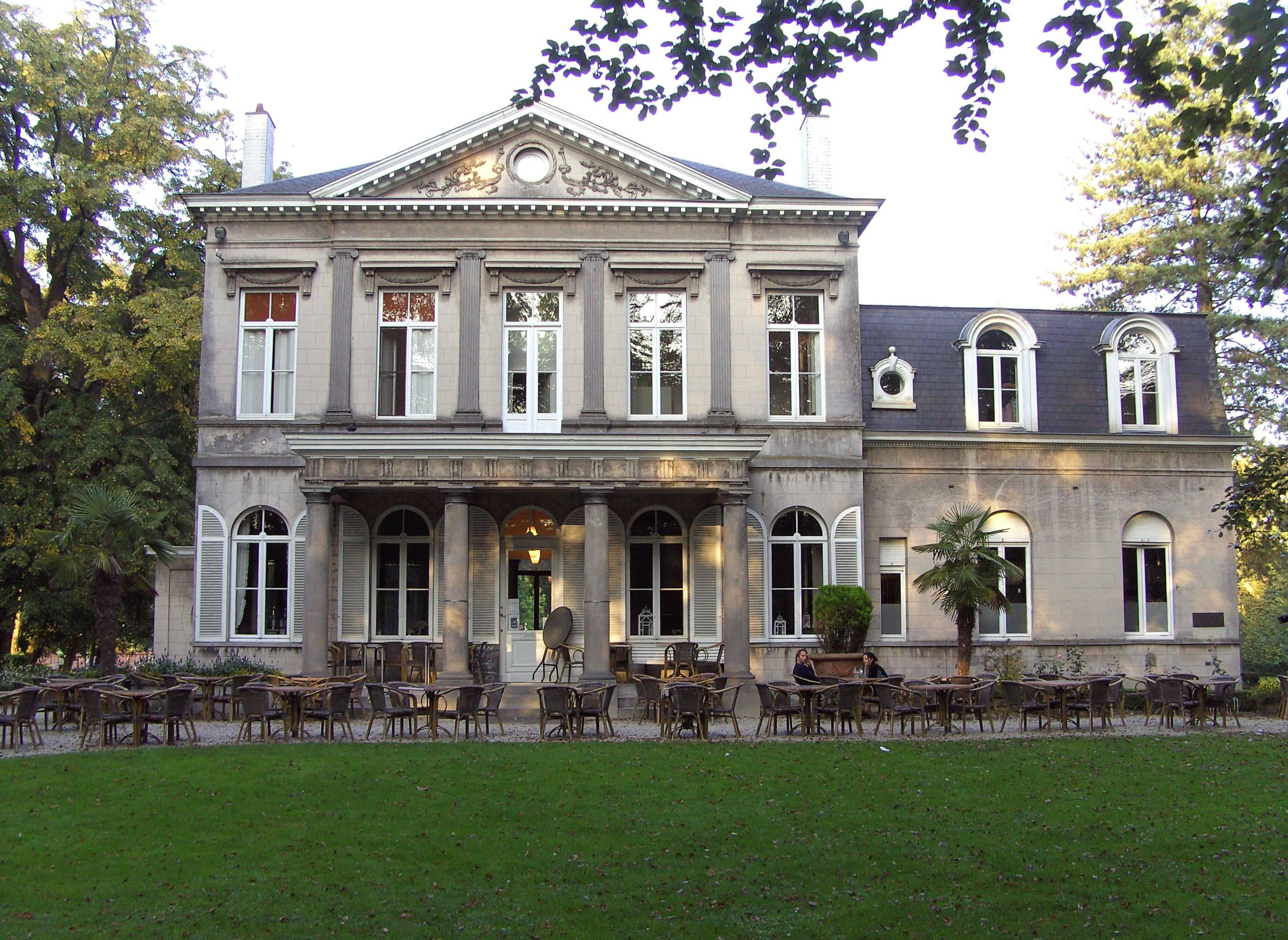
Midden in het park staat het kasteel.

Park Casier is een kasteelpark gelegen in het centrum van de Belgische stad Waregem. Het kasteel, koetshuis met hondenkennel, het erehek aan de Stationsstraat, de waterpartijen met eilanden en bruggen, de ijskelder en de afsluitingsmuur met Onze-Lieve-Vrouwkapel zijn beschermd als monument sinds 2003.

## Geschiedenis
Aanvankelijk was het domein een open veld midden in de stad, 'den Canunckenbosch' genoemd. Het behoorde toe aan het Onze-Lieve-Vrouwekapittel van Doornik, later werd een deel van die gronden geschonken aan het Onze-Lieve-Vrouwekapittel van Kortrijk. Deze gronden werden in beslag genomen door de Fransen en openbaar verkocht in het begin van de 19de eeuw. De gronden werden gekocht door Godefroid Boulez. Hij was van 1804 - 1819 burgemeester van Waregem. Hij liet op de gronden een park aanleggen en twee gebouwen bouwen. Na het overlijden van Boulez, in 1829, kwam het domein in handen van zijn dochter Victoire. Zij was de echtgenote van Ferdinand Storme, die notaris was en Boulez opvolgde in 1819 als burgemeester. Hun dochter, Nathalie, huwde met Felix De Ruyck in 1847.
Felix De Ruyck was eigenaar van een steenbakkerij in Waregem. In 1847 gaf het koppel de opdracht om het kasteel te bouwen. Ondertussen kocht De Ruyck omliggende percelen en huizen op om het domein nog te vergroten. Op die manier bereikte het domein zijn huidige grootte. Na het overlijden van de weduwe van Felix De Ruyck kwam het domein in 1897 in handen van Marie Storme (1849-1928), haar nichtje. Zij was gehuwd met Victor baron Casier (1846-1910), consul van Monaco. Zij gebruikten het kasteel als zomerresidentie. Tijdens de Eerste Wereldoorlog werd het kasteel zwaar getroffen. In 1919 laat weduwe Marie Storme het kasteel in oorspronkelijke staat herstellen. Tijdens deze renovatie wordt het kasteel ook een stuk uitgebreid tot wat het nu is.
Eind jaren 20 komt het domein in handen van de industrieel Gabriel baron Casier (1883-1971), de jongste zoon van het paar Casier-Storme. Hij was gehuwd met jkvr. Germaine de Schietere de Lophem (1885-1980). In 1977 werd het kasteel aangekocht door de gemeente. Weduwe Germaine de Schietere de Lophem bleef er wonen tot haar overlijden in 1980. Sinds begin 1980 is het park toegankelijk voor het publiek. Dit na een grondige restauratie van poorten en afsluitingen, herstellingen van bruggen en het verstevigen van oevers. In het park worden tijdens de zomer Parkies georganiseerd. Tijdens de Waregem Koerse feesten gaan er ook heel wat festiviteiten door in het park zoals de kleinste Steeple. Vanaf 1983 heeft het kasteel een andere functie gekregen en doet nu dienst als horecagelegenheid.

## Stijl
Het park werd in 1872 aangelegd in Engelse landschapsstijl met romantische invloed. Een aantal kenmerken voor deze stijl zijn slingerpaden, hoogteverschillen, vijvervormen als eindeloze rivieren, solitaire bomen, bosschages langs de randen en bijzondere bouwwerken. Deze kenmerken kunnen we ook terugvinden in het park.
Op het eiland staan verschillende soorten bomen: beuk, eik, tamme kastanje, boskers, taxus, hulst, vlier, grauwe abeel, acacia, trilpopulier en meidoorn. Dit zijn de oudere bomen van het park. Langs de waterkant vinden we hazelaars terug. Een aantal jaar geleden werd een eeuwenoude beuk gerooid nadat ontdekt was dat de stabiliteit van de boom niet meer intact was. Het jaar daarvoor viel de gelijkaardige boom ernaast plots om. In het park is er één grote siervijver die doorloopt onder een brug. De brug, is een boogbrug gemaakt uit smeedijzer, en verbindt de twee eilanden met elkaar. Naast de siervijver zijn er ook doorheen het park een soort rivieren uitgewerkt, wat typerend is voor de Engelse landschapsstijl. De eilanden zijn te bereiken met een gietijzeren bruggetje of een natuurstenen bruggetje.
Zowel het smeedijzeren hekwerk aan de Stationsstraat en de muur aan de Keukeldam, als de imposante bomen zorgen voor de afscherming ten opzichte van de straat. Dit wijst op het oorspronkelijk privaat en besloten karakter van het domein.

## Belangrijke elementen
Pompmolentje
Dit pompmolentje werd gebouwd tussen 1872 en 1883. Het molentje was operationeel tot 1908 en werd gerenoveerd in 2005. In 2002 werd het beschermd als monument. De molen diende om de kasteelvijvers van voldoende water te voorzien vanuit de lager gelegen Gaverbeek. Dit molentje is het laatste exemplaar van een 19de-eeuws pompmolentje in Vlaanderen. Wat bijzonder is, is dat het een open constructie heeft, zodat het molenmechanisme van buitenaf zichtbaar is.
Onze-Lieve-Vrouwkapel aan de Keukeldam
Als dank voor de genezing van haar dochter Ghislaine, laat Agnes Casier, de dochter van baron Casier, na 1911 de Onze-Lieve-Vrouwkapel bouwen. De kapel werd gebouwd in Neogotische stijl. De kapel maakt deel uit van de afsluitingsmuur aan de kant van de Keukeldam.
Koetshuis met hondenkennel
Het koetshuis werd in 1852 gebouwd en in 1904 werd de hondenkennel aangebouwd. Het koetshuis is erkend als monument. Enkele jaren geleden werd het koetshuis terug in zijn oude glorie hersteld. Er worden nu tentoonstellingen gehouden.
Hekwerk
Langs de kant van de Stationsstraat is het park afgesloten met een erehek. De afsluiting bestaat uit een muurtje van cement, met daarboven een witgeschilderd, ijzeren hekwerk. Het hekwerk bestaat uit ritmerende hekpijlers met vaas-, bol- of cirkelbekroning.
IJskelder
Op een van de twee eilanden is er een ijskelder gelegen. De kelder is een drietal meter diep. Vroeger werd hier tijdens de winter ijs uit de vijver gehaald en de blokken werden in de ijskelder gestapeld, zodat de familie Casier tot in de zomer vers vlees kon eten. In 1986 werd de ijskelder gerestaureerd. De kelder werd voorzien van een invlieggat voor vleermuizen, we vinden vooral snorvleermuizen terug.
Boomkapelletje
Het boomkapelletje dateert uit het begin van de Tweede Wereldoorlog. Toen ging het op aan een boom net achter hekken aan de Stationsstraat, zodat er vanop straat kon gebeden worden. In 1944 werd het verhangen naar iets verder in het park door het toenemende verkeer op straat. In 1985 waait de boom om en daarna wordt het vastgehangen aan een oud arduinen grafmonument. In 1995 werd het houten kapelletje vernieuwd.

## Fotogalerij

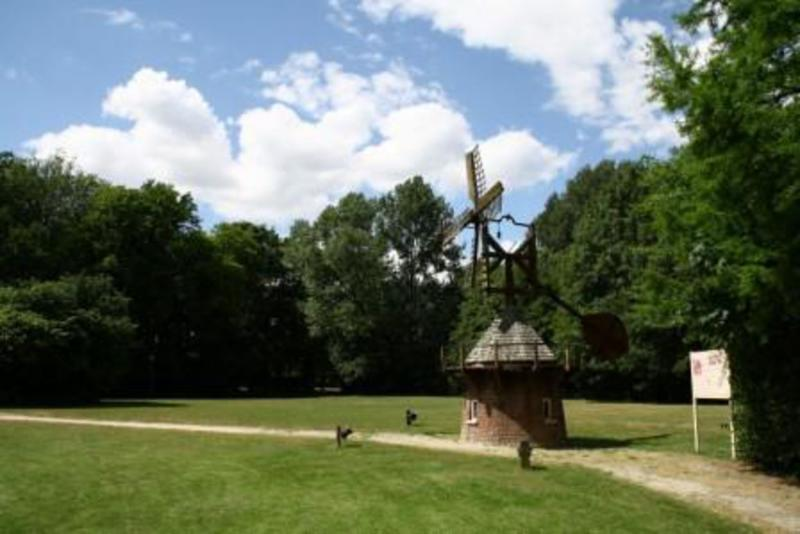
Pompmolentje
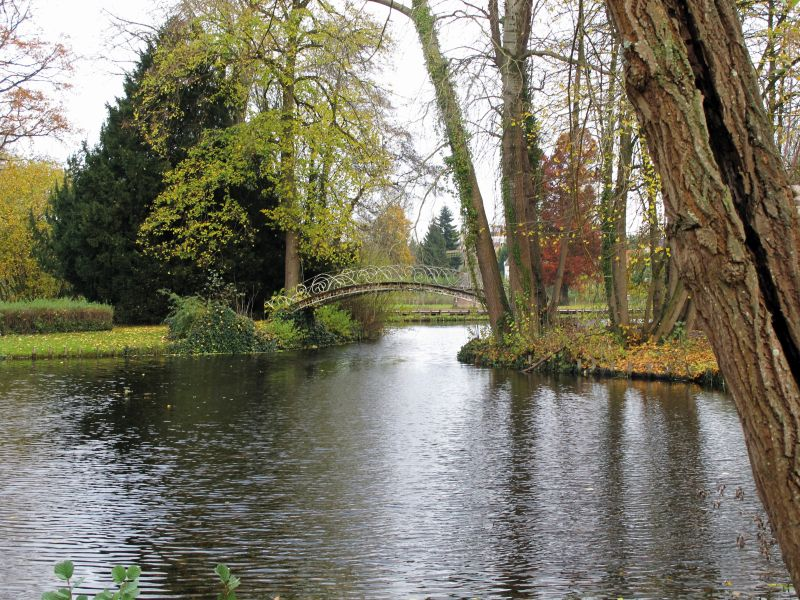
Boogbrug tussen de twee eilanden
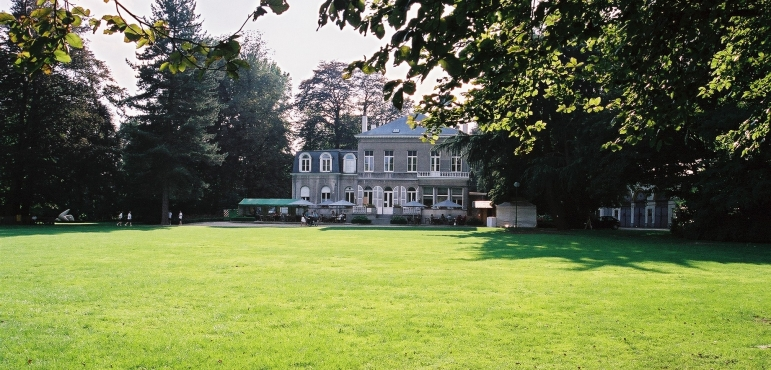
Kasteel
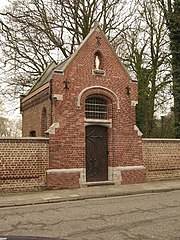
Onze-Lieve-Vrouwekapel
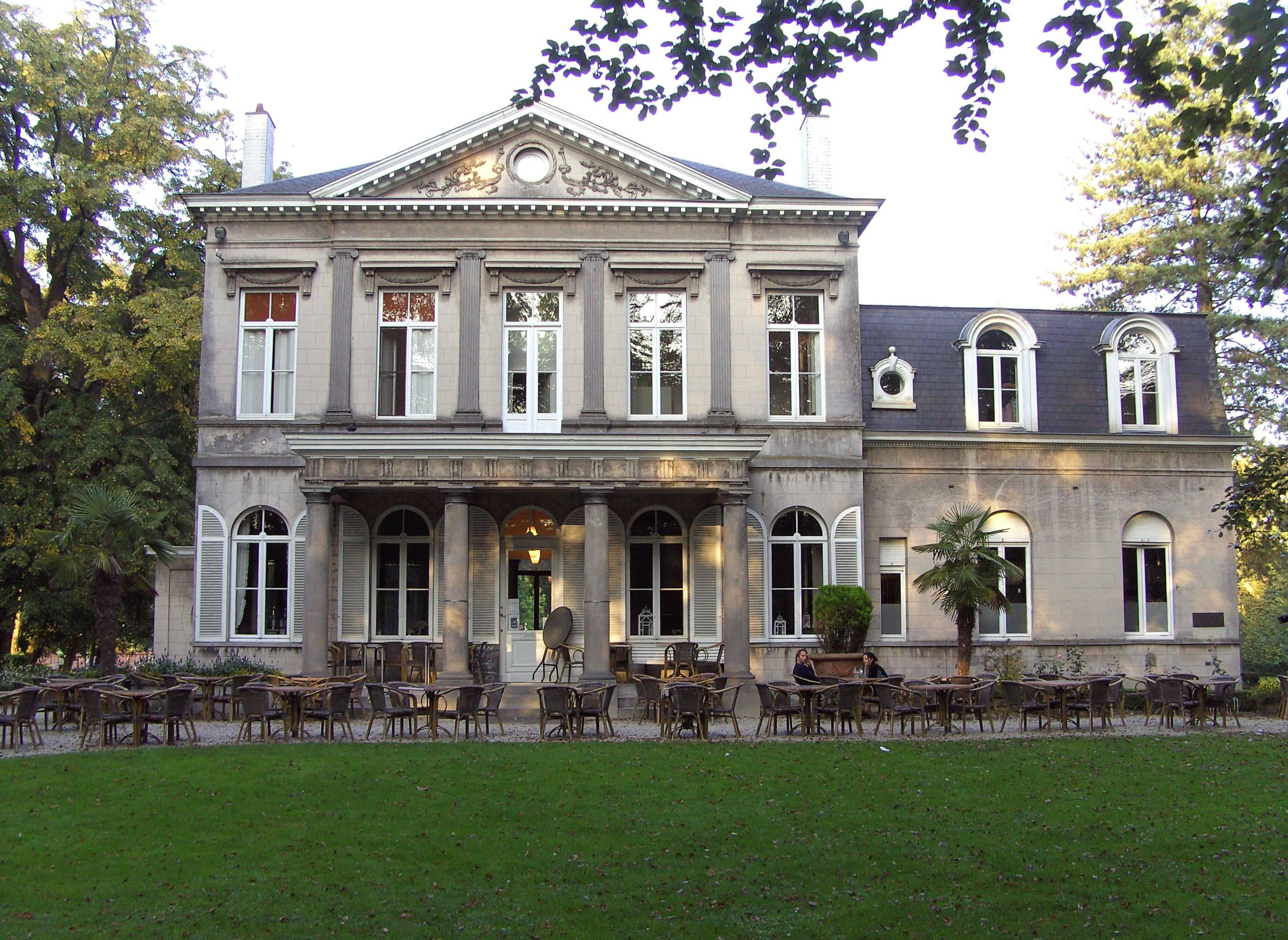
Kasteel
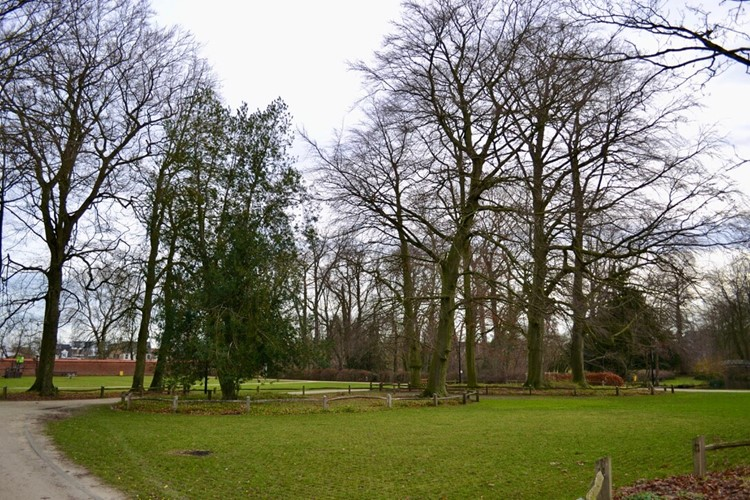
Zicht op het park